# 董昱
董昱（1411年—？），字文昭，北直隸順天府通州漷縣人，民籍，明朝政治人物。

## 生平
順天鄉試第三十一名舉人，正統七年（1442年）中式壬戌科會試第一百十二名，三甲第五十五名進士。

## 家族
曾祖董成；祖父董恭；父董子和。